# Schroders
Cet article possède un paronyme, voir Schröder.
Schroders est un groupe international de gestion d’actifs d’origine britannique. La société emploie 5 976 salariés à travers le monde et dispose de 32 bureaux dans 26 pays, en Europe, aux Amériques, en Asie et au Moyen-Orient. Le siège se trouve à Londres et la société est cotée sur le London Stock Exchange et fait partie de l’indice FTSE 100. Schroders porte le nom de la famille Schröder, une famille de banquiers d’origine allemande et française.

## Historique
L’histoire de Schroders commence en 1804 lorsque Johann Heinrich Schröder (en) devient associé de la société londonienne de son frère, Johann Friedrich. En 1818, la société est enregistrée sous le nom J. Henry Schröder & Co.
Les évènements clés dans le développement de la société comprennent la création de la J. Henry Schroder Banking Corporation (Schrobanco) en tant que banque commerciale à New York en 1923, l’entrée en bourse de J. Henry Schroder & Co. Ltd sur le London Stock Exchange en 1959 et l’acquisition en 1962 de Helbert, Wagg & Co.
En 1986,  la société cède Schrobanco, sa branche new-yorkaise de services bancaires aux particuliers et fait l’acquisition de 50 % de Wertheim & Co, une banque d'investissement basée à New York dont les activités correspondent à celles de la société londonienne.
Le groupe Schroders a joué un rôle essentiel dans les privatisations menées par le gouvernement britannique dans les années 1980 a cru considérablement sous la présidence de Winfried Bischoff. Lorsqu’il devint PDG en 1984, le groupe Schroders dans son ensemble pesait 30 millions de livres. En 2000, la seule branche banque d’investissement a été vendue à Citigroup pour 1,3 milliard de livres.

## Activités
- Gestion d'actifs et capital-investissement

- Gestion de patrimoine

À fin 2018, le groupe gère 407,2 Mds GBP d'actifs.

## Principaux actionnaires
Au 26 janvier 2020 :
| Vincitas                         | 26,9 % |
| Veritas                          | 16,3 % |
| Lindsell Train                   | 9,96 % |
| Harris Associates                | 5,06 % |
| Schroders Employee Benefit Trust | 3,91 % |
| RBC Global Asset Management      | 1,82 % |
| The Vanguard Group               | 1,41 % |
| Troy Asset Management            | 1,26 % |
| BlackRock Fund Advisors          | 1,15 % |
| Invesco Asset Management         | 1,08 % |

## Participations
- Marie Brizard Wine and Spirits